# Tahar Taàl Akhrem
Tahar Taàl Akhrem est un poète perse de la province du Jharivalhinstan, né en 1138 et décédé en 1189. Sa poésie se caractérise par l'utilisation de métaphores empruntées au monde végétal et animal.

## Principales œuvres
- Lune de Saphir (1159)
- Le Désert Muet (1167)
- La Soif du Chameau (1176)
- L'Ombre du Soleil (1189, inachevé)